# Fioritur
Eine Fioritur (von italienisch fioritura „Blüte“), teils auch Fioretta, ist die Umspielung einer Melodie beim Kunstgesang (auch in der Instrumentalmusik ist dieser Begriff gebräuchlich).
Der Begriff „Canto fiorito“ heißt wörtlich „verzierter Gesang“ und stammt ursprünglich aus der Zeit der Kastraten. Damit eng verwandt sind Koloraturen, die sich allerdings in der Regel über mehrere Takte erstrecken und durch Arpeggien und Läufe einen deutlich größeren Tonumfang besitzen.